# Slovinje
Sllovi en albanais et Slovinje en serbe latin (en serbe cyrillique : Словиње) est une localité du Kosovo située dans la commune/municipalité de Lipjan/Lipljan, district de Pristina (Kosovo) ou district de Kosovo (Serbie). Selon le recensement kosovar de 2011, elle compte 3 428 habitants.

## Histoire
Sur le territoire du village se trouvent trois sites mentionnés par l'Académie serbe des sciences et des arts : les ruines de l'église Saint-Jean et son cimetière, qui remontent aux XIVe-XVIe siècles, les ruines de l'église Saint-Nicolas, qui datent du XVIe siècle et les ruines du monastère Saint-Georges, datant elles aussi du XVIe siècle. Ces trois sites sont inscrits sur la liste des monuments culturels du Kosovo.

## Démographie

### Évolution historique de la population dans la localité
| 1948  | 1953  | 1961  | 1971  | 1981  | 1991  | 2011  |
| ----- | ----- | ----- | ----- | ----- | ----- | ----- |
| 1 607 | 1 451 | 1 775 | 2 228 | 2 911 | 3 664 | 3 428 |

|  |

### Répartition de la population par nationalités (2011)
En 2011, les Albanais représentaient 99,27 % de la population.